# Siccia stictica
Siccia stictica är en fjärilsart som beskrevs av George Francis Hampson 1914. Siccia stictica ingår i släktet Siccia och familjen björnspinnare. Inga underarter finns listade i Catalogue of Life.